# Михайлівка (Черняховський район)
Михайлівка (рос. Михайловка) — селище Черняховського району, Калінінградської області Росії. Входить до складу Калузького сільського поселення.
Населення —  70 осіб (2015 рік). 

## Населення
| 2002 | 2010 |
| ---- | ---- |
| 59   | ↗70  |